# Вольтурино
Вольтурино (італ. Volturino) — муніципалітет в Італії, у регіоні Апулія,  провінція Фоджа.
Вольтурино розташоване на відстані близько 230 км на схід від Рима, 155 км на захід від Барі, 38 км на захід від Фоджі.
Населення — 1737 осіб (2014).
Щорічний фестиваль відбувається першої неділі травня, 8 вересня. Покровитель — Madonna della Serritella.

## Демографія
Населення за роками:

Станом на 1 січня 2023 року в муніципалітеті офіційно проживало 70 іноземців з 11 країн, серед них 60 громадян країн Євросоюзу та 1 громадянин України.

## Сусідні муніципалітети
- Альберона
- Лучера
- Мотта-Монтекорвіно
- П'єтрамонтекорвіно
- Вольтурара-Аппула